# Campionato europeo femminile di pallacanestro 1962
L'8º Campionato Europeo Femminile di Pallacanestro FIBA si è svolto a Mulhouse, in Francia dal 22 al 29 settembre 1962.

## Risultati

### Turno preliminare

#### Gruppo A
| Team                | V - P | Pts | PF - PS   | +/-  |
| ------------------- | ----- | --- | --------- | ---- |
| 1. Unione Sovietica | 4 - 0 | 8   | 268 - 148 | +120 |
| 2. Cecoslovacchia   | 3 - 1 | 7   | 262 - 175 | +87  |
| 3. Jugoslavia       | 2 - 2 | 6   | 171 - 188 | -17  |
| 4. Ungheria         | 1 - 3 | 5   | 176 - 252 | -76  |
| 5. Italia           | 0 - 4 | 4   | 154 - 268 | -114 |

| Mulhouse 22 settembre 1962, ore 16:30 UTC+1 | Italia | 37 – 86 (8-42) | Cecoslovacchia |  |

| Mulhouse 22 settembre 1962, ore 20:30 UTC+1 | Jugoslavia | 47 – 40 (20-16) | Ungheria |  |

| Mulhouse 23 settembre 1962, ore 15:00 UTC+1 | Cecoslovacchia | 53 – 35 (29-19) | Jugoslavia |  |

| Mulhouse 23 settembre 1962, ore 16:30 UTC+1 | Unione Sovietica | 77 – 31 (39-11) | Italia |  |

| Mulhouse 24 settembre 1962, ore 15:00 UTC+1 | Jugoslavia | 39 – 56 (20-31) | Unione Sovietica |  |

| Mulhouse 24 settembre 1962, ore 16:30 UTC+1 | Ungheria | 52 – 74 (24-41) | Cecoslovacchia |  |

| Mulhouse 25 settembre 1962, ore 15:00 UTC+1 | Unione Sovietica | 88 – 29 (41-13) | Ungheria |  |

| Mulhouse 25 settembre 1962, ore 20:30 UTC+1 | Italia | 43 – 50 (22-22) | Jugoslavia |  |

| Mulhouse 26 settembre 1962, ore 16:30 UTC+1 | Ungheria | 55 – 43 (23-12) | Italia |  |

| Mulhouse 26 settembre 1962, ore 22:00 UTC+1 | Unione Sovietica | 51 – 49 (22-21) | Cecoslovacchia |  |

#### Gruppo B
| Team        | V - P | Pts | PF - PS   | +/-  |
| ----------- | ----- | --- | --------- | ---- |
| 1. Bulgaria | 4 - 0 | 8   | 236 - 142 | +94  |
| 2. Romania  | 3 - 1 | 7   | 202 - 162 | +40  |
| 3. Polonia  | 2 - 2 | 6   | 183 - 165 | +18  |
| 4. Francia  | 1 - 3 | 5   | 165 - 207 | -42  |
| 5. Belgio   | 0 - 4 | 4   | 145 - 255 | −110 |

| Mulhouse 22 settembre 1962, ore 15:00 UTC+1 | Polonia | 52 – 25 (26-18) | Belgio |  |

| Mulhouse 22 settembre 1962, ore 22:00 UTC+1 | Bulgaria | 55 – 26 (33-6) | Francia |  |

| Mulhouse 23 settembre 1962, ore 20:30 UTC+1 | Francia | 42 – 58 (19-33) | Polonia |  |

| Mulhouse 23 settembre 1962, ore 22:00 UTC+1 | Romania | 42 – 44 (23-27) | Bulgaria |  |

| Mulhouse 24 settembre 1962, ore 20:30 UTC+1 | Belgio | 44 – 54 (21-24) | Francia |  |

| Mulhouse 24 settembre 1962, ore 22:00 UTC+1 | Romania | 38 – 35 (19-20) | Polonia |  |

| Mulhouse 25 settembre 1962, ore 16:30 UTC+1 | Romania | 72 – 40 (29-37) | Belgio |  |

| Mulhouse 25 settembre 1962, ore 22:00 UTC+1 | Bulgaria | 60 – 38 (25-18) | Polonia |  |

| Mulhouse 26 settembre 1962, ore 15:00 UTC+1 | Bulgaria | 77 – 36 (37-17) | Belgio |  |

| Mulhouse 26 settembre 1962, ore 20:30 UTC+1 | Francia | 43 – 50 (19-21) | Romania |  |

### Fase finale

#### Classificazione 9º-10º posto
|  | Finale per il 9º posto |        |    |  |
|  |                        |        |    |  |
|  | Belgio                 | Belgio | 27 |  |
|  | Italia                 | Italia | 32 |  |

| Mulhouse 28 settembre 1962, ore 15:00 UTC+1 | Italia | 32 – 27 (20-13) | Belgio |  |

#### Classificazione 7º-8º posto
|  | Finale per il 7º posto |          |    |  |
|  |                        |          |    |  |
|  | Francia                | Francia  | 60 |  |
|  | Ungheria               | Ungheria | 66 |  |

| Mulhouse 28 settembre 1962, ore 16:30 UTC+1 | Ungheria | 66 – 60 (34-24) | Francia |  |

#### Classificazione 5º-6º posto
|  | Finale per il 5º posto |            |    |  |
|  |                        |            |    |  |
|  | Polonia                | Polonia    | 44 |  |
|  | Jugoslavia             | Jugoslavia | 52 |  |

| Mulhouse 29 settembre 1962, ore 15:00 UTC+1 | Polonia | 44 – 52 (23-29) | Jugoslavia |  |

#### Classificazione 1º-4º posto
|  | Semifinali       | Semifinali       | Semifinali |         |          | Finale           | Finale           | Finale          |  |
|  |                  |                  |            |         |          |                  |                  |                 |  |
|  | Bulgaria         | Bulgaria         | 51         |         |          |                  |                  |                 |  |
|  | Bulgaria         | Bulgaria         | 51         |         |          |                  |                  |                 |  |
|  | Cecoslovacchia   | Cecoslovacchia   | 54         |         |          |                  |                  |                 |  |
|  | Cecoslovacchia   | Cecoslovacchia   | 54         |         | Bulgaria | Bulgaria         | 48               |                 |  |
|  |                  |                  |            |         | Bulgaria | Bulgaria         | 48               |                 |  |
|  |                  |                  | Romania    | Romania | 36       |                  |                  |                 |  |
|  | Romania          | Romania          | Romania    | Romania | 36       | 29               |                  |                 |  |
|  | Romania          | Romania          |            |         |          | 29               |                  |                 |  |
|  | Unione Sovietica | Unione Sovietica | 69         |         |          | Finale 3º posto  | Finale 3º posto  | Finale 3º posto |  |
|  | Unione Sovietica | Unione Sovietica | 69         |         |          |                  |                  |                 |  |
|  |                  |                  |            |         |          |                  |                  |                 |  |
|  |                  |                  |            |         |          | Unione Sovietica | Unione Sovietica | 63              |  |
|  |                  |                  |            |         |          | Unione Sovietica | Unione Sovietica | 63              |  |
|  |                  |                  |            |         |          | Cecoslovacchia   | Cecoslovacchia   | 46              |  |

| Mulhouse 28 settembre 1962, ore 20:00 UTC+1 | Bulgaria | 51 – 54 (26-24) | Cecoslovacchia |  |

| Mulhouse 28 settembre 1962, ore 20:30 UTC+1 | Unione Sovietica | 69 – 29 (31-15) | Romania |  |

| Mulhouse 29 settembre 1962, ore 16:30 UTC+1 | Romania | 36 – 48 (8-29) | Bulgaria |  |

| Mulhouse 29 settembre 1962, ore 20:30 UTC+1 | Cecoslovacchia | 46 – 63 (20-39) | Unione Sovietica |  |

## Classifica finale
| Campione d'Europa | Campione d'Europa | Campione d'Europa |
| --- | ----------------- | --- |
| Unione Sovietica4 Uztupe, 5 Pyrkova, 6 Leont'eva, 7 Poznanskaja, 8 Jedeleva, 9 Kukanova, 10 Orel, 11 Smildziņa, 12 Lüütsepp, 13 Daktaraitė, 14 Kysel'ova, 15 Salimova, All. Lidija Alekseeva |                   | |
| Argento | Cecoslovacchia    | Cecoslovacchia4 Brožková, 5 Richterová, 6 Záchvějová, 7 Šourková, 8 Zvolenská, 9 Hubálková, 10 Blahoutová, 11 Jošková, 12 Mikulášková, 13 Grubrová, 14 Koťátková, 16 Haluzická, All. Svatopluk Mrázek |
| Bronzo | Bulgaria          | Bulgaria4 Čalăškanova, 5 Damjanova, 6 Borisova, 7 Gospodinova, 9 V. Popova, 10 Manikova, 11 Vojnova, 12 Pisanova, 13 Petrunova, 14 E. Popova, 15 Antonova, 16 Penčeva, All. Ljudmil Katerinski        |
| 4. | Romania           | Romania4 Fieraru, 5 Ferencz, 6 Dumitrescu, 7 Antonescu, 8 Kraus, 9 Ivanovici, 10 Balan, 11 Romfeld, 12 Gheorghe, 13 Firimide, 14 Marian, 15 Simon, All. Sigismund Ferencz                             |
| 5. | Jugoslavia        | Jugoslavia4 Kalušević, 5 K. Meglaj, 6 Milojević, 7 Ferenci, 8 Šaranović, 9 Baraga, 10 Radovanović, 11 Kalenić, 12 Pešić, 13 Simić, 14 Juranić, 15 R. Meglaj, All. Miodrag Stefanović                  |
| 6. | Polonia           | Polonia4 Sarna, 5 Dalewska, 6 Szydłowska, 7 Wężyk, 8 Chłodzińska, 9 Szostak, 10 Miguła, 11 Wojtal, 12 Kłosińska, 13 Pabjańczyk, 14 Bogdanowicz, 15 Szymańska, All. Janusz Patrzykont                  |
| 7. | Ungheria          | Ungheria4 Lick, 5 Hegedűs, 6 Kovács, 7 Balogh, 8 Mogyorósi, 9 Rátvay, 10 Székvári, 11 I. Kaló, 12 M. Kaló, 13 Bereck, 14 Botz, 15 Márkus, All. Ernő Jóna                                              |
| 8. | Francia           | Francia4 Stephan, 5 Verots, 6 Rustichelli, 7 Garzino, 8 Thourot, 9 Monnerais, 10 Mazel, 11 Prugneau, 12 Saforge, 13 Vignot, 14 Cator, 15 Robert, All. Georgette Coste                                 |
| 9. | Italia            | Italia4 Regazzoni, 5 Ronchetti, 6 Grisotto, 7 Persi, 8 Cirio, 9 Pausich, 10 Vendrame, 11 Resta, 12 Tarabocchia, 13 Toriser, 14 Marchetti, 15 Labanti, All. Giancarlo Primo                            |
| 10. | Belgio            | Belgio4 Deckers, 5 Henrotin, 6 Andre, 7 Coppieters, 8 Blancke, 9 Van Vlasselaer, 10 DeClercq, 11 Vandervecken, 12 George, 13 Sey, 14 Malaise, 15 De Buck, All. -                                      |